# Didaktická literatura
Didaktická literatura (z řeckého διδασκω = učím) je literární žánr, který si klade za cíl poučovat čtenáře, a to přímo (například didaktický epos nebo veršovaný či prozaický spor) i nepřímo (prostřednictvím alegorie, paraboly nebo bajky).
Díla didaktické literatury patří k nejstarším světovým literárním památkám, jako je například biblická Kniha přísloví, staroindická sbírka bajek Pančatantram, antický didaktický epos řeckého básníka Hésioda Práce a dni (Εργα και 'ημεραι) nebo Ezopovy bajky. Z římské literatury je možno uvést Lucretiovu epickou báseň O přírodě (De rerum natura) nebo Vergiliovo dílo Zpěvy rolnické (Georgica).
Středověká literatura využívala především veršovaný či prozaický spor (například Hádání Prahy s Kutnou Horu, Tkadleček nebo Oráč z Čech (Der Ackermann aus Böhmen) od Jana ze Žatce (Johanesse von Saaz) nebo dramatické morality, z nichž nejznámější je pozdně středověká anglická hra Kdokoli (Everyman), zachycující poslední den Člověka, pro kterého přichází Smrt. Za skutečného mistra didaktické poezie je pak považován perský středověký básník Sa'dí díky svým dílům Ovocný sad (Bústán) a Růžová sad (Gulistán).
V období klasicismu byly pěstovány především bajky (nejznámější jsou od francouze La Fontaina) a aforismy, maximy a sentence, kterými se proslavil další Francouz La Rochefoucauld, když vydal jejich sbírku Úvahy aneb výroky a maximy morální (Les Réflexions ou sentences et maximes morales). K významným dílům didaktické literatury však také patří například Umění básnické (L'art poétique) rovněž od Francouze Nicolase Boileaua.
S nástupem romantismu didaktická literatura v podstatě zaniká, protože její funkci postupně přebrala tzv. tendenční literatura, často však bez většího uměleckého obsahu. Přesto takováto díla vznikají i dnes, jako příklad uveďme román o dějinách filozofie Sofiin svět (Sofies verden) od norského spisovatele Josteina Gaardera.

## Výběrová bibliografie
- Nový zákon, Žalmy, Přísloví, Česká biblická společnost, Praha 2008, český ekumenický překlad,
- Pančatantram, Odeon, Praha 1968, přeložil František Jílek,
- Hésiodos: Práce a dni, Rovnost, Brno 1950, přeložila Julie Nováková,
- Svět ezopských bajek, Svoboda, Praha 1976, přeložili Václav Bahník, Rudolf Kuthan a Jiří Valeš,
- Titus Lucretius Carus: O přírodě, Svoboda, Praha 1971, přeložila Julie Nováková,
- Publius Vergilius Maro: Zpěvy rolnické a pastýřské, SNKLHU, Praha 1959, přeložil Otmar Vaňorný,
- Tkadleček, Odeon, Praha 1974,
- Jan ze Žatce: Oráč z Čech, Vyšehrad, Praha 1994, přeložil Jaromír Povejšil,
- Sa'dí: Růžová zahrada, SNKLHU, Praha 1954, přeložila Věra Kubíčková,
- Jean de La Fontaine, Bajky, Mladá fronta, Praha 1979, přeložil Gustav Francl,
- François de La Rochefoucauld: Krutá kniha aforismů s lehkými úvahami o těžkém životě, Mladá fronta, Praha 1995, přeložila Jarmila Loukotková,
- Nicolas Boileau: Umění básnířské, Král. univ. tisk., Budín 1832, přeložil Bohuslav Tablic,
- Jostein Gaarder: Sofiin svět, Albatros, Praha 2008, přeložila Jarka Vrbová.